# 沙滩镇
沙滩镇，是中华人民共和国四川省达州市万源市下辖的一个乡镇级行政单位。

## 行政区划
沙滩镇下辖以下地区：
万福社区、万田社区、栀子园村、小河口村、龚家坝村、鸳鸯池村、谢家坝村、百花园村、朱家沟村、小茶园村和党家坡村。